# Krähwinkel
Krähwinkel – niemiecki synonim plotkarskiego miasteczka, prowincji zabitej deskami, bez odniesienia do konkretnej lokalizacji geograficznej. Miejsce o takiej nazwie pojawia się w dziełach Jeana Paula (Das heimliche Klagelied der jetzigen Männer, 1801) i Augusta von Kotzebuego (Die deutschen Kleinstädter, 1802).